# WatchMojo
WatchMojo è una casa di produzione ed edizione di video, di proprietà privata, con sede in Canada. Con oltre 12 miliardi di visualizzazioni in totale e oltre 23 milioni di iscritti (che lo rendono il 27° canale più visualizzato), WatchMojo ha uno dei canali più grandi su YouTube.

## Dati
Il 60% dei suoi spettatori e iscritti sono uomini e il 92% proviene dagli Stati Uniti. Comprese le sue edizioni internazionali come WatchMojo Español e WatchMojo Italia, oltre a canali come MsMojo, con voce fuori campo femminile nei video, ha oltre 36 milioni di iscritti. La sua portata globale, misurata da utenti unici mensili, è passata da 97 milioni nel marzo [2018] a 115 milioni nel settembre dello stesso anno; nel gennaio 2019 contava già 150 milioni di utenti mensili. Durante i primi tre mesi del 2019, la sua portata è cresciuta fino a 250 milioni di spettatori unici su YouTube, Snap, Facebook e altre piattaforme.

## Storia
Secondo la biografia ufficiale dell'azienda, The 10-Year Overnight Success: An Entrepreneurship's Manifesto - How WatchMojo Built the Most Successful Media Brand, la missione di WatchMojo è "informare e intrattenere", con il progetto di produrre "un video su ogni argomento".
Dopo aver trascorso la prima metà degli anni 2000 scrivendo centinaia di testi d'intrattenimento, stile di vita e storia, e pubblicando due libri, il fondatore della società Ashkan Karbasfrooshan ha creato WatchMojo con l'intento di produrre video con una qualità superiore rispetto alla versione offerta dagli utenti sulla maggior parte dei siti web, in un formato, uno stile, una lunghezza e un tono adatti ai gusti degli spettatori di internet.
Il sito WatchMojo.com è stato fondato nel gennaio 2006 da Ashkan Karbasfrooshan, Raphael Daigneault e Christine Voulieris ed è stato lanciato il 23 gennaio 2006; il canale YouTube ha aperto il 25 gennaio 2007.
Alex Lefebvre, ex collega di Karbasfrooshan, è entrato nella società nel 2008 come CTO e responsabile del design, dopo aver trascorso un decennio presso AskMen e IGN. Inizialmente il contenuto presentava ospiti e video in stile vlog, ma nel corso degli anni la programmazione si è spostata su elementi visivi più raffinati con voci fuori campo.
WatchMojo è un canale indipendente; non è né una rete multicanale né parte di una rete esistente. Secondo il CEO Karbasfrooshan, WatchMojo ha assunto 23 dipendenti a tempo pieno e ha un team di oltre 100 scrittori freelance e redattori video dall'ottobre 2014. Nel mese di marzo 2017, il numero è salito ad oltre 50.
I video prodotti sono in genere inviati e votati dai visitatori con suggerimenti e idee provenienti dai commenti delle pagine YouTube, Facebook e Twitter.
Sul suo principale canale YouTube, ha raggiunto 1 milione di iscritti il 30 ottobre 2013 e poi 5 milioni di iscritti il 29 agosto 2014. Nel dicembre 2014, il giorno in cui il suo canale YouTube ha superato i 6 milioni di iscritti, ha annunciato un accordo di rappresentanza con l'agenzia di talenti William Morris Endeavour.
Il canale ha superato i 10 milioni di iscritti il 5 dicembre 2015 e raggiunto la quota di 15 milioni il 29 luglio 2017.
Attraverso gli altri canali dell'azienda (JrMojo, MsMojo e le edizioni internazionali non inglesi), la rete WatchMojo vanta oltre 30 milioni di iscritti.
Durante la stagione 2016-2017 di hockey della National Hockey League, WatchMojo ha sponsorizzato i New York Islanders.
Nell'ottobre 2016, il fondatore della società Karbasfrooshan ha pubblicato The 10-Year Overnight Success: An Entrepreneurship's Manifesto – How WatchMojo Built the Most Successful Media Brand on YouTube.
Nell'agosto 2017 WatchMojo è stato accusato di plagio. WatchMojo ha spiegato che la società fa affidamento sui suggerimenti come fonte di ispirazione per molti dei suoi video e utilizza una vasta base di scrittori freelance, ammettendo infine che la società deve educare incessantemente i suoi scrittori in merito al corretto accredito, proprio per evitare accuse di plagio.
Nell'autunno 2017, la società ha presentato alcuni canali nella Cina continentale in collaborazione con Weibo.
Nel 2018 WatchMojo ha annunciato di aver assunto il cofondatore di Newfronts John McCarus come Chief Marketing Officer, l'ex responsabile delle entrate di The Onion Matt McDonagh come Chief Revenue Officer, l'ex dirigente di Bell/Quebecor Patrick Lauzon come Chief Audience Officer e David Masse come direttore finanziario.
Il comitato consultivo della compagnia comprende l'ex dirigente della AOL e il presidente della NatGeo Ted Price, nonché l'ex dirigente della DMG Entertainment Chris Fenton.

## Contenuti
La società vanta valori di visualizzazione per video pari a 5 minuti, molto al di sopra degli standard nel settore. Non include contenuti generati dagli utenti né consente agli utenti un meccanismo per caricare video sul proprio sito. Il sito web produce quotidianamente video classifiche nel formato "Top Ten" e video che sintetizzano la storia di specifici argomenti di nicchia. Questi argomenti possono essere di 16 categorie: anime, automobili, commerciale, commedia, educazione, moda, cinema, salute e fitness, stile di vita, musica, genitorialità, politica ed economia, spazio e scienza, sport, tecnologia, viaggi, videogiochi. Ogni giorno il canale pubblica oltre cinque video, per un totale di 60-75 minuti di contenuti originali.
Nel febbraio 2016 è stato lanciato il canale MsMojo per offrire una voce femminile ai video e diversi canali non inglesi per i mercati spagnolo, francese, tedesco, italiano, turco, polacco e ungherese.
Nell'aprile 2017 è stato lanciato il canale JrMojo per neonati e bambini.
Il 15 aprile 2017 su WatchMojo ha debuttato The Lineup, un game show che combinava le prime 10 classifiche con elementi di un sorteggio di fantasia e battute radiofoniche di talk show sportivi. Ha vinto un Telly Award per la migliore serie nella categoria Web Series.
Nel giugno 2017 è stato lanciato WatchMojo UK, un canale incentrato sulla cultura pop, l'intrattenimento, la musica, la TV, i film e gli sport che si svolgono nel Regno Unito e nei dintorni.
Oltre alla programmazione video, il canale si dedica anche a libri e guide digitali. Alcuni esempi sono: Top 10 Anime of All Time, 50 Most Influential Sci-Fi Shows on TV, Read-Only: A Collection of Digital Horror, 75 Most Influential Horror Films of All Time, 50 Most Influential Comics of the 1980s, Top 100 Music Videos of the 2000s, 100 Decade-Defining Movie Movements of the 1990s, nonché la sua rivista in edizione speciale per il decennale e il libro 10-Year Overnight Success che racconta la storia dell'azienda e l'ascesa su YouTube come piattaforma video dominante.
Nel dicembre 2017 è stato lanciato The WORST Travel Show su Facebook Watch, una serie di commedie di viaggio semi-sceneggiate che raccontano la storia degli stabilimenti che sono stati diffamati nelle recensioni online.
Nel gennaio 2018 è stato lanciato MojoPlays, un canale basato sui videogiochi, e ad aprile dello stesso anno è stato assunto l'ex host di IGN Naomi Kyle come host.
Il canale si è espanso nella categoria Scienza attraverso l'acquisizione di Unveiled nel marzo 2018.
Nel 2019 è stata lanciata un'app trivia.
In un'apparizione a Bloomberg BNN nel febbraio 2019 con Jon Ehrlichman, Karbasfrooshan ha annunciato il lancio di un nuovo marchio incentrato sul business con un'enfasi particolare su una nuova realtà imprenditoriale chiamata Context (o anche ContextTV).
La società ha pubblicato il suo primo documentario chiamato Fox in the Henhouse sul canale ContextTV. Il documentario ha esplorato il ruolo dell'imprenditorialità per colmare il divario di ricchezza in un momento in cui i giovani elettori sono attratti dal socialismo e i capitalisti miliardari avvertono del problema della disuguaglianza di reddito.
Il canale ha trasmesso in streaming i Saturn Awards il 13 settembre 2019.
Tre anni dopo il debutto del premiato gameshow The Lineup, è stato lanciato What the List?

## Modello di business
WatchMojo.com ha perso denaro nei primi sei anni di attività, è fallito nel 2012 e ha generato profitti a partire dal 2013. La TV ha presentato WatchMojo.com insieme a Magnify.net come esempi di società che sono passate con successo da modelli di entrate basati su pubblicità a modelli di entrate basati su tariffe di licenza.
Nel 2012 ha spostato la propria attenzione su YouTube e, grazie alla sua crescita di iscritti e visualizzazioni, è diventato molto redditizio. Inoltre, WatchMojo concede in licenza i suoi contenuti alle piattaforme Aol e Go90 di Verizon, DailyMotion, Facebook e altri. WatchMojo incoraggia gli educatori e gli studenti a utilizzare nel proprio catalogo video pertinenti e complementari ai loro studi nell'ambito delle presentazioni.
Nel 2016, Ernst & Young ha premiato Karbasfrooshan come "Miglior imprenditore dell'anno" nella categoria media e intrattenimento.
A marzo 2018, WatchMojo.com ha acquisito il canale Unveiled su Youtube. A settembre 2019, ha investito nel Buffer festival, una manifestazione digitale che mette in mostra i creatori digitali. Nello stesso mese, ICM Partners (Los Angeles) ha stipulato un accordo di rappresentanza con WatchMojo.